# Woreda
I woreda, o wereda (in amarico: ወረዳ) sono la suddivisione territoriale di terzo livello dell'Etiopia, dopo le regioni e le zone.

## Descrizione
Corrispondenti in linea di massima ai distretti, i woreda sono ulteriormente suddivisi in kebele, la più piccola unità amministrativa dell'Etiopia.
In genere, i woreda appartengono ad una determinata zona, intesa come suddivisione amministrativa gerarchicamente sovraordinata; alcuni woreda, tuttavia, non sono parte di alcuna zona, e sono perciò denominati come woreda speciali.
Alcuni woreda corrispondono ad antichi regni ormai confluiti nello stato etiope, mentre altri sono di più recente costituzione.
Ad ottobre 2020 si contano 1.040 woreda, tra ordinari e speciali.